# Фокино (Совєтський район)
Фо́кино (рос. Фокино, марій. Вокан) — присілок у складі Совєтського району Марій Ел, Росія. Входить до складу Вятського сільського поселення.

## Населення
Населення — 94 особи (2010; 114 у 2002).
Національний склад (станом на 2002 рік):
- марі — 52 %
- росіяни — 47 %